# Nicole Billa
Nicole Billa (* 5. März 1996 in Kufstein) ist eine österreichische Fußballspielerin und seit 2013 A-Nationalspielerin. 2021 wurde sie in Deutschland und in Österreich als Fußballerin des Jahres ausgezeichnet.

## Karriere

### Anfänge
Billa begann als Fünfjährige mit dem Fußballspielen und trat im Sommer 2003 ihrem Heimatverein SV Angerberg bei, wo sie bis zur U-15 in Jungenmannschaften spielte und erst danach in Frauenmannschaften. Sie besuchte das Nationale Zentrum für Frauenfußball in St. Pölten. Neben dem Fußball betrieb sie auch das Kickboxen wettkampfmäßig und ist jeweils dreifache Europa- und Weltmeisterin im Juniorinnenbereich.

### FC Wacker Innsbruck und FSK St. Pölten (2010–2015)
Im Sommer 2010 wechselte Billa zum FC Wacker Innsbruck, für den sie im November 2010 Alter von 14 Jahren bereits im ÖFB-Pokal debütierte und ab März 2011 regelmäßig in der Bundesliga zum Einsatz kam. 2012 erreichte sie mit ihrer Mannschaft das ÖFB-Pokalfinale, wo man jedoch dem SV Neulengbach mit 0:4 unterlag. Zur Saison 2013/14 unterschrieb Billa beim Ligakonkurrenten FSK St. Pölten, mit dem sie 2014 die Vizemeisterschaft errang und zudem den ÖFB-Pokal gewann. Mit 24 Treffern war die Stürmerin in dieser Saison vor Nina Burger (22 Tore) beste Torschützin der Liga und erzielte auch im Pokal mit acht Toren die meisten Treffer. Gegen den ASD Torres Calcio kam sie im Sechzehntelfinale der Champions League im Oktober 2013 zudem zu ihren ersten beiden Einsätzen in der Königsklasse und erzielte beim 2:2 im Hinspiel sogleich ihre ersten beiden Tore in diesem Wettbewerb.

### In Deutschland (seit 2015)
Zur Saison 2015/16 wechselte sie zum deutschen Bundesligisten TSG 1899 Hoffenheim. Am 19. Jänner 2021 verlängerte sie ihren Vertrag bis 2023. In der Saison 2020/21 wurde Billa Torschützenkönigin der Bundesliga. Hoffenheim erreichte in dieser Saison den dritten Tabellenplatz. 2021 wurde Billa zu Fußballerin des Jahres in Deutschland gewählt.
In der UEFA Women’s Champions League 2021/22 schied die TSG Hoffenheim in der Vorrunde aus, Billa erzielte im Turnier drei Treffer. Am 27. März 2022 erzielte Billa beim 6:0-Sieg der TSG gegen FC Carl Zeiss Jena vier Treffer, wobei ihr in der zweiten Hälfte ein lupenreiner Hattrick gelang. Im Mai 2022 verlängerte Billa ihren Vertrag bei Hoffenheim um zwei weitere Jahre bis 2024.
Im Sommer 2024 wechselte sie zum 1. FC Köln. Im Sommer 2025 wechselte sie zum Zweitligisten VfB Stuttgart.

### Nationalmannschaft

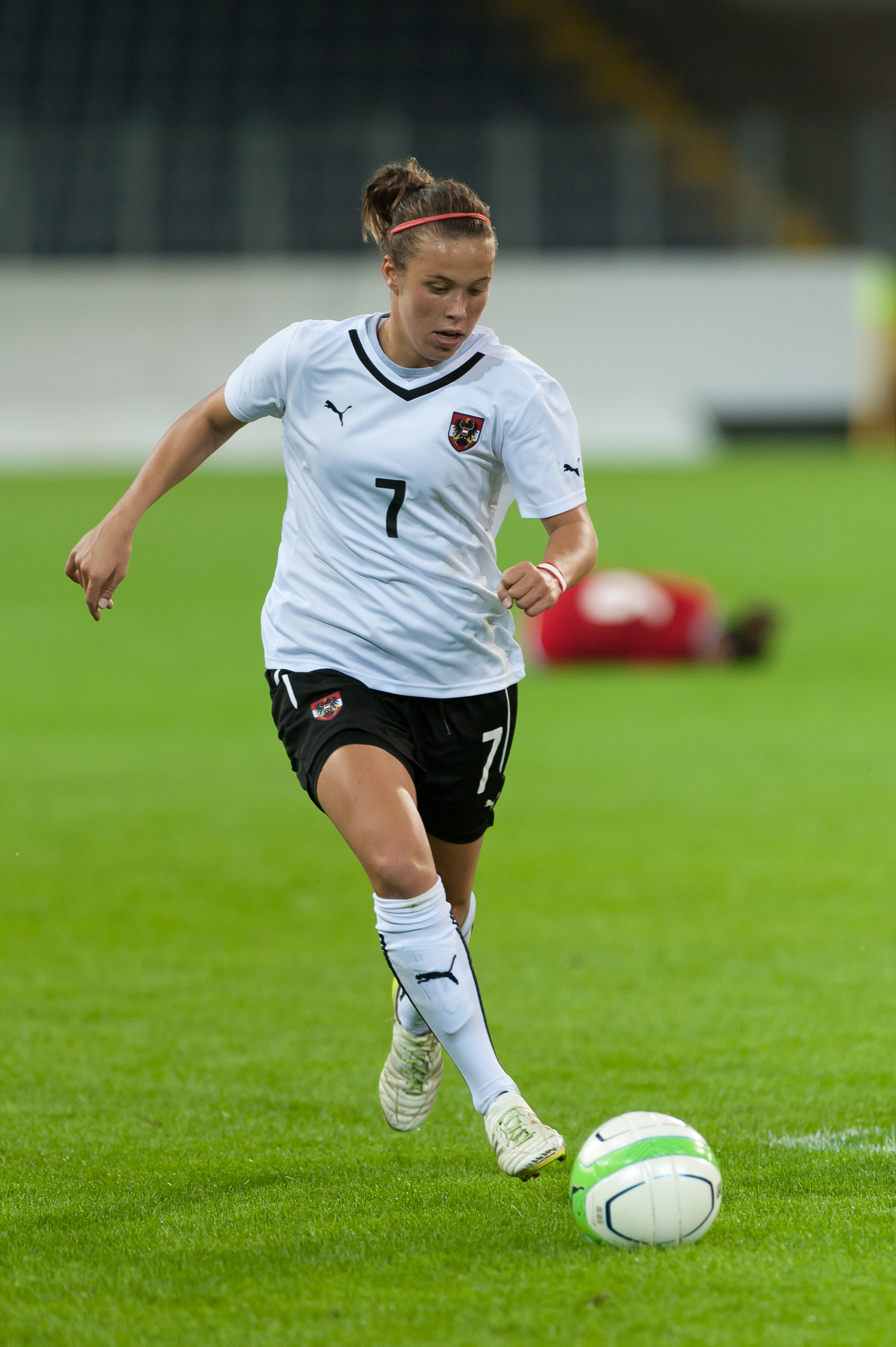
Im Länderspiel gegen Ungarn 2014

2011 wurde Billa erstmals in die österreichische U17-Nationalmannschaft berufen und kam für diese unter anderen in der Qualifikation zu den Europameisterschaften 2012 und 2013 zum Einsatz. Für die U-19-Nationalmannschaft bestritt sie die Qualifikation zur Europameisterschaft 2014. Am 26. Oktober 2013 feierte sie im WM-Qualifikationsspiel gegen Ungarn 17-jährig ihr Debüt in der A-Nationalmannschaft und erzielte am 19. Juni 2014 beim 3:0-Erfolg der Österreicherinnen gegen Kasachstan ihre ersten beiden Tore für die A-Nationalmannschaft.
Vier Jahre später schloss sie mit der Mannschaft die Gruppe 8 der 2. Qualifikationsrunde für die Europameisterschaft 2017 als Zweitplatzierter hinter Norwegen ab und qualifizierte sich erstmals für ein bedeutsames Turnier, nachdem man ein Jahr zuvor als Erstteilnehmer das Turnier um den Zypern-Cup gewonnen hatte. Die Mannschaft erreichte bei der Women’s Euro 2017 das Semifinale.
Am 9. April 2024 absolvierte Billa bei einem 3:1-Auswärtssieg in Polen ihren 100 Einsatz für das A-Nationalteam. Die Marke von 100 Einsätze für das österreichische Frauen-Nationalteam erreichte sie als bis dahin achte Fußballerin.

## Erfolge
- Halbfinalist der Europameisterschaft 2017
- ÖFB-Pokal-Siegerin 2014 (mit dem FSK St. Pölten)
- Österreichische Vizemeisterin 2014 (mit dem FSK St. Pölten)
- Torschützenkönigin der ÖFB Frauen-Bundesliga 2013/14
- Torschützenkönigin der Frauen-Bundesliga 2020/21

## Auszeichnungen
Sie wurde 2019 und 2021 als Österreichs Fußballerin des Jahres ausgezeichnet sowie 2021 als Fußballerin des Jahres in Deutschland.
2017 gehörte sie zu Österreichs Mannschaft des Jahres als Spielerin der Nationalmannschaft bei der EM.